# Hornavan
Hornavan est un lac situé dans la province de Laponie, au nord de la Suède, sur le cours du fleuve Skellefteälven. Avec une surface de 262 km2, c'est le 8e plus grand lac de Suède et, avec une profondeur maximale de 228 m, le plus profond. Le lac a été formé par un surcreusement glaciaire. La ville d'Arjeplog se trouve sur les bords du lac. Le niveau du lac est réglé pour la production hydroélectrique.